# Kabinett Rau I
Das Kabinett Rau I bildete vom 20. September 1978 bis 4. Juni 1980 die Landesregierung von Nordrhein-Westfalen.
| Amt                                    | Name                                                                                | Partei | Partei |
| -------------------------------------- | ----------------------------------------------------------------------------------- | ------ | ------ |
| Ministerpräsident                      | Johannes Rau                                                                        |        | SPD    |
| Stellvertreter des Ministerpräsidenten | Horst-Ludwig Riemer (bis 19. November 1979) Burkhard Hirsch (ab 19. November 1979)  |        | FDP    |
| Inneres                                | Burkhard Hirsch                                                                     | FDP    |        |
| Finanzen                               | Diether Posser                                                                      |        | SPD    |
| Justiz                                 | Inge Donnepp                                                                        | SPD    |        |
| Kultus                                 | Jürgen Girgensohn                                                                   | SPD    |        |
| Ernährung, Landwirtschaft und Forsten  | Diether Deneke (bis 4. Mai 1979) Hans Otto Bäumer (ab 4. Mai 1979)                  | SPD    |        |
| Bundesangelegenheiten                  | Christoph Zöpel                                                                     | SPD    |        |
| Wirtschaft, Mittelstand und Verkehr    | Horst-Ludwig Riemer (bis 19. November 1979) Liselotte Funcke (ab 19. November 1979) |        | FDP    |
| Wissenschaft und Forschung             | Reimut Jochimsen                                                                    |        | SPD    |
| Arbeit, Gesundheit und Soziales        | Friedhelm Farthmann                                                                 | SPD    |        |